# Жданове (зупинний пункт)
Жда́нове (також — 5 км, на сайті Укрзалізниці — Жданова) — пасажирський залізничний зупинний пункт Шевченківської дирекції Одеської залізниці на вузькоколійній залізниці (750 мм) Рудниця — Гайворон між станціями Бершадь (20 км) та Гайворон (5 км). Розташований на схід від села Осіївка Гайсинського району Вінницької області.

## Пасажирське сполучення
З 14 жовтня 2021 року відновлено щоденний рух приміських поїздів (1 пара на добу).